# José Manuel Fuentes
José Manuel Fuentes (León, 27 de diciembre de 1959-ibídem, 25 de noviembre de 2016) fue un futbolista español que jugaba en la demarcación de centrocampista.

## Biografía
Empezó su carrera como futbolista en el equipo juvenil del San Esteban, hasta que finalmente pasó a formar parte del Cultural promesas en los años setenta. En 1977 subió al primer equipo, el Cultural y Deportiva Leonesa, militando sus partidos en la Segunda División B de España tras la recién ascensión de categoría. Disputó un total de siete temporadas en el club, hasta que en la temporada 1983/84, de nuevo en Tercera División, abandonó el club para fichar por un año con el La Bañeza FC. Al finalizar la temporada fue traspasado al Atlético Astorga FC, donde finalizó sus servicios como futbolista, colgando las botas en 1987.
Falleció el 25 de noviembre de 2016 a los 56 años de edad.

## Clubes
| Club             | País   | Año         | Partidos | Goles |
| ---------------- | ------ | ----------- | -------- | ----- |
| Cultural Leonesa | España | 1977 - 1984 | 48       | 0     |
| La Bañeza FC     | España | 1984 - 1985 |          |       |
| Atlético Astorga | España | 1985 - 1987 |          |       |